# Duplicaria jukesi
Duplicaria jukesi é uma espécie de gastrópode do gênero Duplicaria, pertencente à família Terebridae.